# Lovers Again
「Lovers Again」（ラヴァーズ アゲイン）は、EXILEの楽曲。2007年1月17日にrhythm zoneから22枚目のシングルとして発売。

## 概要
前作『Everything』から1カ月ぶりのシングル。3カ月連続リリースの第2弾。「CD+DVD」「CDのみ」の2形態で発売。
表題曲「Lovers Again」は、前年に開催していたEXILEの新ボーカルオーディション「VOCAL BATTLE AUDITION」の2次審査課題曲だった。メンバーのTAKAHIROは、このオーディションでグループへの加入を決めた。
「au×EXILE」キャンペーンソングとしてauユーザー向けに「Lovers Again」auバージョンのビデオクリップ、着うた／待ちうたを1曲無料でプレゼント、「Lovers Again」auバージョンのCDをオンライン販売サイト「au Records」で限定発売された。

## 主な記録
表題曲「Lovers Again」は、第一興商による「年間カラオケリクエストランキング」で2007年に年間3位、2008年に年間2位、2009年に年間6位を記録し、3年連続のトップ10入りとなった。その後も2010年に年間19位、2011年に年間14位、2012年に年間12位、2013年に年間17位を記録し、7年連続で20位以内に入り続けていた。また、第一興商の通信カラオケDAMがサービスを開始した1994年（平成6年）4月から2018年（平成30年）10月までのデータを集計し、平成最後の年末に発表された「DAM平成カラオケランキング」の"平成で最も歌われた楽曲"では31位となった。
日本音楽著作権協会（JASRAC）の著作権使用料分配額（国内作品）ランキングで2007年度の年間3位、2008年度の年間7位、2009年度の年間8位となった。
2011年1月に100万ダウンロードを記録し、日本レコード協会からミリオン認定された。着うたでは2012年1月に200万ダウンロードを記録し、2ミリオン認定された。また、2023年7月にストリーミング再生が5000万回を記録し、ゴールド認定された。

## 収録曲

### CD
1. Lovers Again
  - 作詞：松尾潔 / 作曲・編曲：Jin Nakamura
  - au「LISMO」CMソング[21]
  - 富士通「ARROWS Tab Wi-Fi」CMソング[22]
2. Change My Mind
  - 作詞：ATSUSHI / 作曲：和田耕平 / 編曲：h-wonder
  - エムティーアイ「music.jp」TVCFソング[21]
3. Lovers Again (Instrumental)
4. Change My Mind (Instrumental)
5. Lovers Again (The Finalist Version)
  - 初回限定盤のみ収録。

### DVD
※CD+DVDのみ
1. Lovers Again（Video Clip）
2. EXILE関連のインフォメーション

## カバー/サンプリング
Lovers Again
カバー
- LOVERS ROCREW（2009年、アルバム『LOVERS POP Pure』収録）
- J Soul Brothers（2009年、アルバム『J Soul Brothers』収録）
- アンディ・ホイ&ウィリアム・ソー（2011年、アルバム『On and On』収録）
- BENI（2012年、アルバム『COVERS:2』収録）
- BREATHE（2013年、アルバム『Lovers' Voices』収録）
- 中森明菜（2015年、アルバム『歌姫4 -My Eggs Benedict-』収録）
- GENERATIONS from EXILE TRIBE（2018年、アルバム『BEST GENERATION』収録）
- May J.（2019年、アルバム『平成ラブソングカバーズ supported by DAM』収録）
- EXILE TAKAHIRO（2021年、シングル『PARADOX』収録）
- 鈴木鈴木（2022年、アルバム『313』収録）

サンプリング
- AILI（2010年、アルバム『Future』収録）
- CrazyBoy（2022年、配信アルバム『HIP LIFE：POP LIFE』収録）

Change My Mind
カバー
- EXILE ATSUSHI（2012年、アルバム『Solo』収録）